# 谢毅 (化学家)
谢毅（1967年7月23日—），女，安徽阜陽人，中国化学家，中国科学技术大学教授、博士生导师，主要研究方向为无机固体化学。

## 生平
谢毅于1967年出生于安徽省阜阳市。1988年毕业于厦门大学化学系，获得学士学位。1996年获中国科学技术大学应用化学博士学位，师从化学家钱逸泰教授。从1997年9月到1998年7月，在美国石溪大学从事博士后研究及访问。
1998年11月起成为中国科学技术大学教授，1999年4月起担任博士生导师。

## 学术贡献
谢毅团队正在4个主要领域进行前沿研究：固态化学，纳米技术，能源材料和理论物理学。

## 奖项和荣誉

### 奖项
- 2017年，荣获何梁何利基金科学与技术进步奖
- 2015年，荣获欧莱雅-联合国教科文组织女科学家奖
- 2014年，荣获发展中国家科学院（TWAS）化学奖
- 2013年，国际纯粹与应用化学联合会（IUPAC）化学化工杰出女性奖
- 2012年，荣获国家自然科学奖二等奖
- 2006年，荣获中国青年女科学家奖
- 2003年，荣获中国科学院-拜耳青年科学家奖
- 2002年，荣获中国青年科学家奖
- 2001年，荣获国家自然科学奖二等奖

### 荣誉
- 2013年8月，当选为英国皇家化学学会会士
- 2013年，当选为中国科学院院士
- 2015年11月，当选为发展中国家科学院（TWAS）院士[1]